# Back to the Light
Back to the Light é o álbum de estreia do cantor, compositor e guitarrista Brian May, mais conhecido como integrante da banda de rock britânica Queen, lançado em setembro de 1992. O disco foi lançado quase um ano depois da morte de Freddie Mercury, e levou quatro anos para ser produzido.
Algumas faixas inicialmente destinadas para o álbum acabaram sendo gravadas e lançadas pelo Queen, como "Headlong" e "I Can't Live with You". Também foi o caso de "Too Much Love Will Kill You", gravada durante as sessões de The Miracle, mas engavetada e distribuída posteriormente em Made in Heaven.
John Deacon participa em "Nothin' But Blue".

## Faixas
Todas as músicas escritas por Brian May, exceto onde anotado.
1. "The Dark" – 2:20
2. "Back to the Light" – 4:59
3. "Love Token" – 5:55
4. "Resurrection" (Brian May, Cozy Powell, Jamie Page) – 5:27
5. "Too Much Love Will Kill You" (Brian May, Frank Musker, Elizabeth Lamers) – 4:28
6. "Driven by You" – 4:11
7. "Nothin' But Blue" (Brian May, Cozy Powell) – 3:31
8. "I'm Scared" – 4:00
9. "Last Horizon" – 4:10
10. "Let Your Heart Rule Your Head" – 3:51
11. "Just One Life" – 3:38
12. "Rollin' Over" (Ronnie Lane, Steve Marriott) – 4:36